# Monacia d'Aullene
Monacia d'Aullene (in francese Monacia-d'Aullène; in corso Munacia d'Auddè) è un comune francese di 538 abitanti situato nel dipartimento della Corsica del Sud nella regione della Corsica.
Il comune fu creato con decreto imperiale del 1864.
Al comune fanno capo gli Isolotti dei Monaci, delle isole disabitate parte della Riserva naturale delle Bocche di Bonifacio, situate 3,5 km a sud-ovest del capo di Roccapina.
Al comune appartiene la parete occidentale dell'Uomo di Cagna.

## Società

### Evoluzione demografica
Abitanti censiti